# Навіки (Доктор Хаус)
«Навіки» (англ. Forever)  — двадцять друга серія другого сезону американського телесеріалу «Доктор Хаус». Прем'єра епізоду проходила на каналі FOX 9 травня 2006. Доктор Хаус і його команда мають врятувати жінку, що вбила своє дитя.

## Сюжет
Брент Мейсон вирішує не йти сьогодні на роботу через погане самопочуття і знаходить у ванній свою дружину при какетонічному нападі і майже втоплене немовля Майкі. В лікарні Кадді назначає Чейза на два тижні працювати у реанімації для новонароджених. Форман повертається на роботу. Він почувається добре, але все ж таки у нього ще є деякі проблеми з короткотривалою пам'яттю. Також Форман став дуже веселим (через вдоволення від життя), що дратувало Хауса всю серію. Стан Майкі покращують і його віддають його матері Карі. Невдовзі вона починає душити його, Хаус намагається врятувати дитину, але вже пізно. Кара пояснила свій вчинок "голосами", які вона часто чула. Саме ці "голоси" наказали їй вбити немовля. Хаус здогадується, що у матері і дитини ймовірно була одна й та ж сама хвороба. Згодом команда встановлює, що у Кари пелагра, проте через деякий час вона починає блювати кров'ю, що вказує на ще одне захворювання. Хаус наказує Чейзу провести розтин Майкі, який показав атрофію кишкових ворсинок. Хаус здогадується, що у жінки лімфома, проте вона відмовляється від лікування після того, як вбила свою дитину.
Крім хвороби пацієнтки та її дитини, Хаус також розгадав ще дві таємниці. Він дізнався, що Чейз пішов працювати в реанімаційному відділку тільки, щоб отримати подвійну зарплатню: за роботу в діагностичному центрі Хауса і в реанімації. Друга таємниця була пов'язана з побаченням Кадді і Вілсона. Спочатку Хаус думав, що Кадді хоче проконсультуватись у Вілсона щодо можливого раку. Проте Вілсон зробив аналіз мазку з ложки Кадді на всі можливі види раку. Всі результати були негативні. Тоді Хаус дізнається, що Кадді просто хотіла попросити Вілсона стати донором сперми, але так і не наважилась. Вілсону ж Хаус сказав, що у Кадді був висип і вона хотіла проконсультуватись у нього саме з цього приводу.